# Helen Kaplan
Helen Singer Kaplan (Viena, 6 de fevereiro de 1929 – Nova York, 17 de agosto de 1995) foi uma médica austro-estadunidense, especializada em sexologia, da qual foi uma pioneira.

## Biografia
Nascida na Áustria, como Helen Singer, mudou-se para os Estados Unidos da América em 1940, obtendo a cidadania em 1947. Graduando-se magna cum laude em belas-artes, pela Syracuse University, em 1951, no ano seguinte obteve o mestrado em psicologia pela Columbia University, onde tornou-se PhD em 1955.
Sua formação continuou com a graduação em medicina, pelo New York Medical College, em 1959, e o curso de psicanálise em 1970. Fez sua residência em clínica psicológica em hospítais para veteranos, e como interna no Bronx Hospital, completando sua formação psiquiátrica no Bellevue Hospital e no New York Medical College-Metropolitan Hospital Center.
Na fase inicial da carreira realizou um programa de estudo comportamental, com alunos residentes e calouros, e também desenvolveu um curso de psico-farmacologia. Entre 1960 e quando estabeleceu seu programa na Payne Whitney Clinic foi professora de psiquiatria do New York Medical College e psiquiatra-assistente em dois hospitais, onde ocupou cargos diretivos na sua área, estabelecendo ainda programas novos, como o que treinava os profissionais de psiquiatria e também da obstetrícia e ginecologia em sexualidade humana.
Seu programa de estudos da sexualidade foram desenvolvidos na Payne Whitney Clinic, e serviu de base para cursos de pós-graduação médica e profissionais da saúde mental, tratando em especial de pacientes com desordens psico-sexuais.
A Drª Kaplan foi uma pioneira no campo da terapia sexual e fundadora da primeira clínica americana para desordens sexuais em uma escola médica. Faleceu aos 66 anos, por câncer, em Manhattan.